# Římské divadlo (St Albans)

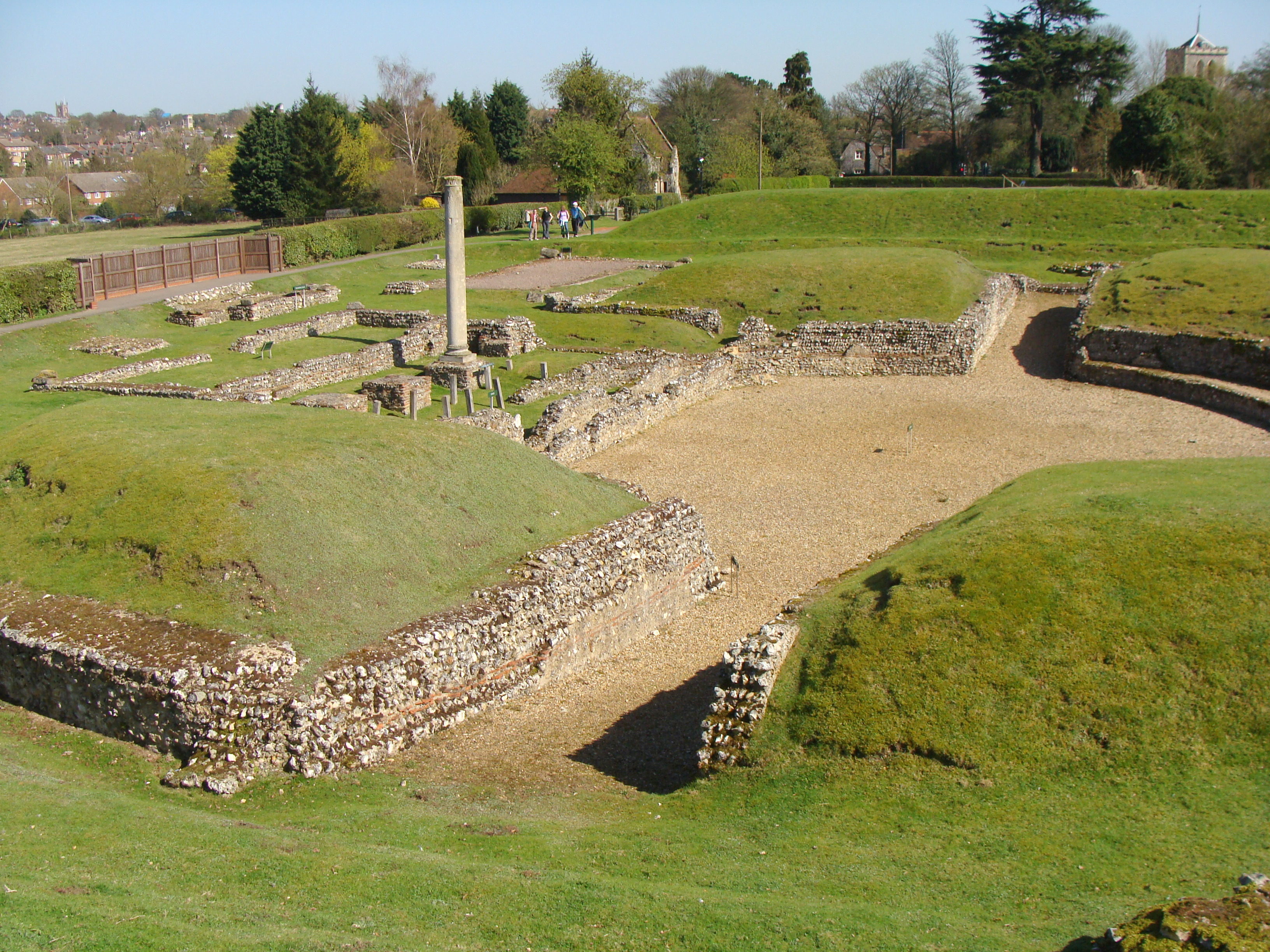
Pohled přes římské divadlo směrem ke kostelu sv. Michala, St Albans

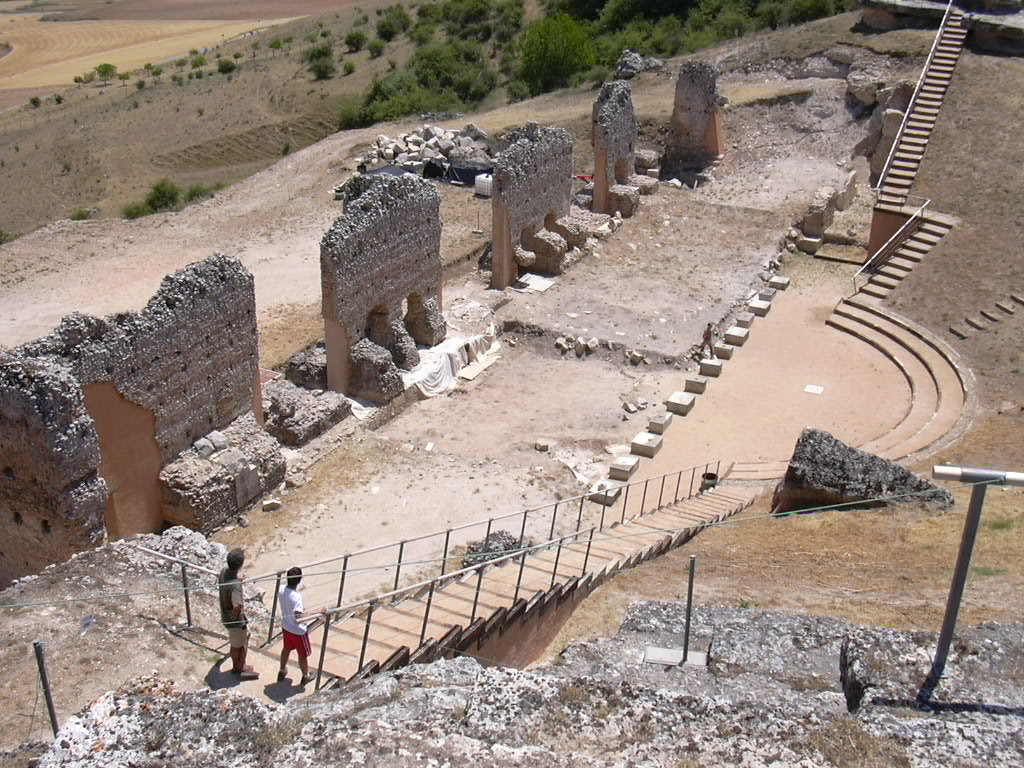
Kde byl k dispozici přirozený svah, římská divadla toho využívala, jako v tomto španělském příkladu Divadlo Clunia Sulpicia

Římské divadlo v St Albans v hrabství Hertfordshire v Anglii je název divadla, které se po mnoha staletích podařilo vykopat v římském městě zvaném Verulamium. Ačkoli v Británii existují další římská divadla (například ve městě Camulodunum), to ve Verulamiu je jediné svého druhu, jedná se totiž spíše o divadlo s jevištěm než o amfiteátr.

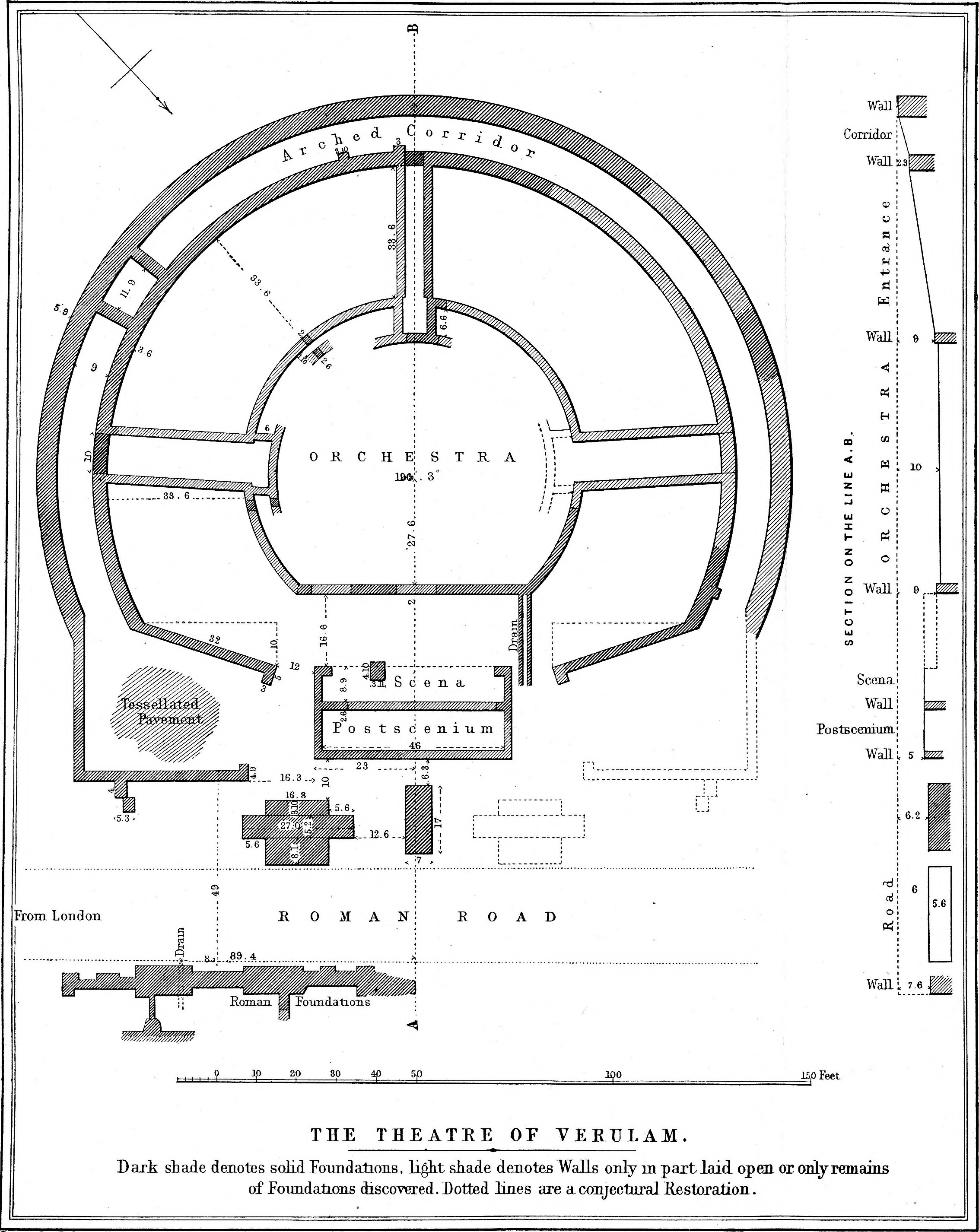
Římské divadlo ve Virulamiu

Od typického římského divadla se liší tím, že je postaveno na místě, kde je svah jen velmi mírný (i když v severní Galii existují divadla s podobným uspořádáním). 
Divadlo vybudovali přibližně v roce 150 n. l. Ve Virulamiu vydržel městský způsob života až do 5. století, ale do tohoto divadla přestali chodit a už ve 4. století ho používali jako skládku.
Vykopali ho v 19. století  a ve 30. letech 20. století zde vedla vykopávky britská archeoložka Kathleen Kenyonová.

## Využití v současné době
Divadlo se nachází na soukromém pozemku hraběte z Verulamu a je pravidelně otevíráno veřejnosti.
Někdy jsou zde pořádána divadelní představení. 